# Stenurella
Genre
Stenurella est un genre d’insectes coléoptères de la famille des Cerambycidae, de la sous-famille des Lepturinae.

## Liste d'espèces
Selon Catalogue of Life (26 août 2014) :
- Stenurella approximans
- Stenurella bifasciata
- Stenurella hybridula
- Stenurella jaegeri
- Stenurella lindbergi
- Stenurella melanura
- Stenurella nigra
- Stenurella novercalis
- Stenurella samai
- Stenurella septempunctata
- Stenurella vaucheri

Selon NCBI (26 août 2014) :
- Stenurella melanura
- Stenurella nigra